# Aesculus parviflora
Espèce
Synonymes
- Aesculus alba (Poir.) Raf.[1] [2]
- Aesculus macrostachya Michx.[1] [2]
- Aesculus macrostachys Pers.[2]
- Aesculus odorata F.Dietr.[1] [2]
- Aesculus parviflora f. serotina Rehder[1] [2]
- Macrothyrsus discolor Spach[1] [2]
- Macrothyrsus odorata Raf.[1] [2]
- Nebropsis alba (Poir.) Raf.[1]
- Nebropsis alba Raf.[2]
- Pavia alba Poir.[1] [2]
- Pavia edulis Poit.[1] [2]
- Pavia macrostachys Loisel.[1]
- Pavia parviflora Raf.[1]
- Pawia parviflora Kuntze[1]

Aesculus parviflora (Pavier blanc ou Marronnier nain) est une espèce de  marronnier ornemental originaire d'Amérique, de la famille des Sapindacées.